# Nathanaël Weiss
Pour les articles homonymes, voir Weiss.
Nathanaël Émile Weiss, né le 18 mars 1845 à La Croix-aux-Mines et mort à Paris le 18 décembre 1928, est un pasteur et bibliothécaire français.

## Biographie
Nathanaël Weiss est le fils d'Émile Weiss, pasteur du Hohwald et d'Altweier, en Alsace et d'Octavie Doersh. Il naît près de Saint-Dié des Vosges, puis fait ses études secondaires au Gymnase protestant de Strasbourg. Il poursuit ses études à la faculté de théologie protestante, où il soutient en 1867 une thèse de baccalauréat intitulée Du Plessis-Mornay comme théologien et comme caractère politique. Il est nommé pasteur suffragant à Paris en 1869, puis est agent de la Société des écoles du dimanche, de 1871 à 1875. En 1875, il est nommé pasteur de l'église réformée de Boulogne-sur-Seine puis organise une paroisse réformée à Saint-Cloud. Il épouse Édith Warnod, qui collabore avec lui pour des recherches.

## Activités institutionnelles et éditoriales
Nathanaël Weiss devient rédacteur du Bulletin de la Société de l'histoire du protestantisme français en 1885. Il participe aux activités de la bibliothèque, d'abord place Vendôme, puis rue des Saints-Pères. Il organise notamment les assemblées générales et les commémorations de l'édit de tolérance en 1887, la révolution (1889), l'édit de Nantes (1898), le premier culte à Charenton (1906) ou encore la naissance de Calvin (1909). Il organise une exposition au sein de la bibliothèque, pour le cinquantenaire de la société. Il participe au congrès du millénaire normand à Rouen en 1911.

## Publications
- La Chambre ardente. Étude sur la liberté de conscience en France sous François Ier et Henri II, 1889 ; rééd. Genève : Statkine, 1970.
- (éd.) Le Journal de Jean Migault, 1910
- La Démocratie et le protestantisme. Les origines et les étapes historiques des droits de l'homme et des peuples, Paris, La Cause, 1924, 55 p.

### Traductions
- Williston Walker (en), Jean Calvin, l'homme et l’œuvre, 1906, trad. Édith et Nathanaël Weiss, Genève, A. Jullien, 1909

## Distinctions
- Chevalière de la Légion d'honneur (1927)[2]
- Membre honoraire de la Huguenot Society of London[7]
- Docteur honoris causa de l'université de Genève[7]